# Michael Groß
Michael Groß ( ˈmɪçaːʔeːl ˈɡʁoːs (ajutor·info); n. 17 iunie 1964, Frankfurt am Main, RFG) este un fost înotător german, triplu campion olimpic, reprezentând Germania de Vest.

## Carieră
Michael Groß, a cărui carieră sportivă a atins apogeul în anii 1980, este unul dintre cei mai remarcabili sportivi germani. Sportivul a devenit campion olimpic în 1984 la 200 m liber și 100 m fluture la Olimpiada de la Los Angeles. În plus a câștigat medalia de argint în probele de 200 m fluture și 4x200 m liber. La Jocurile Olimpice de la Seul din 1988 a cucerit aurul în proba de 200 m fluture și cu ștafeta de 4x200 m liber a Germaniei de Vest a obținut medalia de bronz. A fost de cinci ori campion mondial și de 13 ori campion european între 1981 și 1991. A stabilit 12 recorduri mondiale între 1983 și 1987.
De patru ori el a fost ales sportivul german al anului; iar în 1985 a fost înotătorul mondial al anului. În 2015, a fost inclus în „Hall of Fame al sportului german”. Datorită brațelor sale lungi, a fost poreclit „Albatros”. Numele i-a fost dat în 1983 de un reporter francez de la cotidianul sportiv L'Équipe.

## Palmares
| An   | Competiție           | Locație                    | Loc | Eveniment       |
| ---- | -------------------- | -------------------------- | --- | --------------- |
| 1981 | Campionatul European | Split, Iugoslavia          | 1   | 200 m fluture   |
| 1981 | Campionatul European | Split, Iugoslavia          | 3   | 4 × 100 m liber |
| 1981 | Campionatul European | Split, Iugoslavia          | 2   | 4 × 200 m liber |
| 1982 | Campionatul Mondial  | Guayaquil, Ecuador         | 1   | 200 m liber     |
| 1982 | Campionatul Mondial  | Guayaquil, Ecuador         | 2   | 100 m fluture   |
| 1982 | Campionatul Mondial  | Guayaquil, Ecuador         | 1   | 200 m fluture   |
| 1982 | Campionatul Mondial  | Guayaquil, Ecuador         | 3   | 4 × 100 m liber |
| 1982 | Campionatul Mondial  | Guayaquil, Ecuador         | 3   | 4 × 200 m liber |
| 1983 | Campionatul European | Roma, Italia               | 1   | 200 m liber     |
| 1983 | Campionatul European | Roma, Italia               | 1   | 100 m fluture   |
| 1983 | Campionatul European | Roma, Italia               | 1   | 200 m fluture   |
| 1983 | Campionatul European | Roma, Italia               | 1   | 4 × 200 m liber |
| 1984 | Jocurile Olimpice    | Los Angeles, Statele Unite | 1   | 200 m liber     |
| 1984 | Jocurile Olimpice    | Los Angeles, Statele Unite | 1   | 100 m fluture   |
| 1984 | Jocurile Olimpice    | Los Angeles, Statele Unite | 2   | 200 m fluture   |
| 1984 | Jocurile Olimpice    | Los Angeles, Statele Unite | 2   | 4 × 200 m liber |
| 1985 | Campionatul European | Sofia, Bulgaria            | 1   | 200 m liber     |
| 1985 | Campionatul European | Sofia, Bulgaria            | 1   | 100 m fluture   |
| 1985 | Campionatul European | Sofia, Bulgaria            | 1   | 200 m fluture   |
| 1985 | Campionatul European | Sofia, Bulgaria            | 1   | 4 × 100 m liber |
| 1985 | Campionatul European | Sofia, Bulgaria            | 1   | 4 × 200 m liber |
| 1985 | Campionatul European | Sofia, Bulgaria            | 1   | 4 × 100 m mixt  |
| 1986 | Campionatul Mondial  | Madrid, Spania             | 1   | 200 m liber     |
| 1986 | Campionatul Mondial  | Madrid, Spania             | 1   | 200 m fluture   |
| 1986 | Campionatul Mondial  | Madrid, Spania             | 2   | 4 × 200 m liber |
| 1986 | Campionatul Mondial  | Madrid, Spania             | 2   | 4 × 100 m mixt  |
| 1987 | Campionatul European | Straßburg, Franța          | 2   | 100 m fluture   |
| 1987 | Campionatul European | Straßburg, Franța          | 1   | 200 m fluture   |
| 1987 | Campionatul European | Straßburg, Franța          | 2   | 4 × 100 m liber |
| 1987 | Campionatul European | Straßburg, Franța          | 1   | 4 × 200 m liber |
| 1988 | Jocurile Olimpice    | Los Angeles, Statele Unite | 1   | 200 m fluture   |
| 1988 | Jocurile Olimpice    | Los Angeles, Statele Unite | 3   | 4 × 200 m liber |
| 1991 | Campionatul Mondial  | Perth, Australia           | 2   | 100 m fluture   |
| 1991 | Campionatul Mondial  | Perth, Australia           | 2   | 200 m fluture   |
| 1991 | Campionatul Mondial  | Perth, Australia           | 3   | 4 × 100 m liber |
| 1991 | Campionatul Mondial  | Perth, Australia           | 1   | 4 × 200 m liber |